# قهرمانی وزنه‌برداری جهان ۱۹۵۸
قهرمانی وزنه‌برداری جهان ۱۹۵۸ سی و چهارمین دوره از رقابت‌های قهرمانی جهان می‌باشد که از ۱۶ تا ۲۱ سپتامبر ۱۹۵۸ در استکهلم، سوئد برگزار گردید. در این دوره ۹۶ ورزشکار مرد از ۲۷ کشور رقابت کردند.

## خلاصه مدال‌ها
| رویداد               | طلا                                   | طلا      | نقره                                    | نقره     | برنز                           | برنز     |
| خروس‌وزن ۵۶ ک‌گ        | Vladimir Stogov · اتحاد جماهیر شوروی  | ۳۴۲٫۵ ک‌گ | چارلز وینچی · ایالات متحده آمریکا       | ۳۲۷٫۵ ک‌گ | علی صفاسنبلی · ایران           | ۳۱۲٫۵ ک‌گ |
| پر وزن ۶۰ ک‌گ         | آیساک برگر · ایالات متحده آمریکا      | ۳۷۲٫۵ ک‌گ | یوگنی مینایف · اتحاد جماهیر شوروی       | ۳۶۲٫۵ ک‌گ | Sebastiano Mannironi · ایتالیا | ۳۴۲٫۵ ک‌گ |
| سبک‌وزن ۶۷٫۵ ک‌گ       | ویکتور بوشوئف · اتحاد جماهیر شوروی    | ۳۹۰٫۰ ک‌گ | Luciano De Genova · ایتالیا             | ۳۶۲٫۵ ک‌گ | هنریک تمرز · ایران             | ۳۵۷٫۵ ک‌گ |
| میان‌وزن ۷۵ ک‌گ        | تامی کونو · ایالات متحده آمریکا       | ۴۳۰٫۰ ک‌گ | فئودور بوگدانوفسکی · اتحاد جماهیر شوروی | ۴۲۲٫۵ ک‌گ | Marcel Paterni · فرانسه        | ۳۹۵٫۰ ک‌گ |
| سبک سنگین‌وزن ۸۲٫۵ ک‌گ | تروفیم لوماکین · اتحاد جماهیر شوروی   | ۴۴۰٫۰ ک‌گ | Jim George · ایالات متحده آمریکا        | ۴۳۵٫۰ ک‌گ | ایرنئوش پالینسکی · لهستان      | ۴۳۲٫۵ ک‌گ |
| میان سنگین‌وزن ۹۰ ک‌گ  | آرکادی ووروبیوف · اتحاد جماهیر شوروی  | ۴۶۵٫۰ ک‌گ | Dave Sheppard · ایالات متحده آمریکا     | ۴۵۰٫۰ ک‌گ | Ivan Veselinov · بلغارستان     | ۴۲۲٫۵ ک‌گ |
| سنگین‌وزن ۹۰+ ک‌گ      | Aleksey Medvedev · اتحاد جماهیر شوروی | ۴۸۵٫۰ ک‌گ | Dave Ashman · ایالات متحده آمریکا       | ۴۵۷٫۵ ک‌گ | فیروز پژهان · ایران            | ۴۵۵٫۰ ک‌گ |

## جدول مدال‌ها
| رتبه           | کشور                | طلا | نقره | برنز | مجموع |
| -------------- | ------------------- | --- | ---- | ---- | ----- |
| ۱              | اتحاد جماهیر شوروی  | ۵   | ۲    | ۰    | ۷     |
| ۲              | ایالات متحده آمریکا | ۲   | ۴    | ۰    | ۶     |
| ۳              | ایتالیا             | ۰   | ۱    | ۱    | ۲     |
| ۴              | ایران               | ۰   | ۰    | ۳    | ۳     |
| ۵              | بلغارستان           | ۰   | ۰    | ۱    | ۱     |
| ۵              | فرانسه              | ۰   | ۰    | ۱    | ۱     |
| ۵              | لهستان              | ۰   | ۰    | ۱    | ۱     |
| مجموع (۷ کشور) | مجموع (۷ کشور)      | ۷   | ۷    | ۷    | ۲۱    |